# 陸奧灣
40°59′N 140°58′E / 40.983°N 140.967°E
陸奧灣（日语：／ Mutsu wan */?）是由日本青森縣下北半島、夏泊半島、津輕半島合圍而成的海灣，平均水深約40公尺，面積約1,668平方公里，東西寬約40公里、東部地區的南北長亦為40公里。
陸奧灣經由平館海峽與津輕海峽相通，津輕暖流自津輕、平館海峽流入灣內，在灣內環流一周后重新流回津輕海峽。
陸奧灣內分布有眾多小灣，如東南的野邊地灣、西南的青森灣以及東北部的大凑灣。大湊灣內因建有蘆崎沙堤，因此又形成了蘆崎灣。
灣內各處均有扇貝養殖，其他水產品包括海參、海鞘、比目魚等。